# ولاية غازي عين تاب
وِلَايَةُ غَازِي عَيْنِ تَاب (بالتركية: غازی عین‌تاب ولایت/Gaziantep ili) إحدى ولايات تركيا. عاصمتها مدينة غازي عين تاب وتبلغ مساحتها 7,194 كم2 ويبلغ عدد سكانها 1,285,249 نسمة كما يبلغ معدل الكثافة السكانية 178/كم2. تقع المدينة في جنوب غرب تركيا، ويوجد في غازي عين تاب آثار تعود إلى عصور بالوتيك ونيولوتيك وكالكوتيك تونتش وتعود للهيتيت وميد وأصور وبيرس واسكندر وسلفكوسلر وروما وبيزنطا والعباسيين والسلاجقة.
في ساعة مبكرة (حوالي 04:30 بتوقيت تركيا، 01:30 بتوقيت غرينتش) من فجر يوم الإثنين 6 فبراير 2023، تعرضت المدينة ومحافظات أخرى مجاورة مثل قهرمان مرعش وأضنة وآديامان وملطية، لزلزال مدمر بلغت قوته 7.6 درجة بمقياس ريختر، والذي ضرب منطقة جنوبي تركيا وامتد إلى سوريا ولبنان وشعر به سكان فلسطين وقبرص والأردن والعراق ومصر، مما أدى إلى سقوط ما يزيد عن 40 ألف قتيل وحوالي 50 ألف جريح في المناطق المنكوبة، كما أدى الزلزال إلى انهيار آلاف المباني وخروج السكان إلى الشوارع المغطاة بالثلوج في المدن والقرى التي ضربها الزلزال، وقد طال الزلزال قلعة غازي عين تاب التاريخية الشهيرة، حيث تهدمت أجزاء كبيرة منها، بسبب مركزها الذي عرضها بشدة للزلزال الذي حدث في منطقة بزارجق في قهرمان مرعش، حيث أعلن المركز الألماني لأبحاث علوم الأرض أن الزلزال وقع على عمق 10 كيلو مترات قرب مدينة مرعش، وقد أسمي الزلزال ب«زلزال قهرمان مرعش»، حيث سوَّ الزلزال نصف مدينة قهرمان مرعش بالأرض، واعتبرته مراكز الرصد الزلزالي من أقوى الزلازل في العصر الحديث، والأقوى من نوعه منذ العام 1999، حيث امتد نحو الولايات الجنوبية بتركيا ومدن شمال سوريا ومعظم محافظاتها.

## أعلام
- شامل طيار